# Парнас
Парна́с (грец. Παρνασσός, Parnassos) — масивний гірський хребет у центральній Греції, що височіє над містом Дельфами, на північ від Коринфської затоки. Він є частиною гірської системи Пінд. Гора має велике історичне, культурне та міфологічне значення і є одним із найстаріших національних парків у Європі. Сьогодні Парнас також є популярним туристичним об'єктом, відомим своїм великим гірськолижним курортом.
Етимологію назви пов'язують із догрецьким, можливо, лувійським мовним субстратом. Деякі дослідники виводять назву з хетського слова *parna*, що означає «дім», таким чином інтерпретуючи «Парнас» як «дім богів».

## Географія та Геологія

Вид на Парнас із археологічної зони Дельф

Парнас є одним із найвищих гірських масивів Греції. Його найвища вершина — Ліакура (грец. Λιάκουρα, Liakoura) — має висоту 2457 метрів. Інші помітні вершини — Геронтоврахос (Gerontovrachos, 2395 м) та Туборачі (Touborachi, 2435 м). Відносна висота вершини Ліакура становить 1590 метрів, що робить її однією з найвизначніших у Греції.
Масив складений переважно з вапняку. Характерною геологічною особливістю є багаті поклади бокситів, видобуток яких ведеться з кінця 1930-х років, що завдало екологічної шкоди частині гори.
На схилах Парнасу розташовані численні мальовничі села, зокрема Арахова, відома своїми килимами та туристичною інфраструктурою, а також невелике село Варгані (Vargiani), що є відправною точкою для піших маршрутів.

## Міфологія

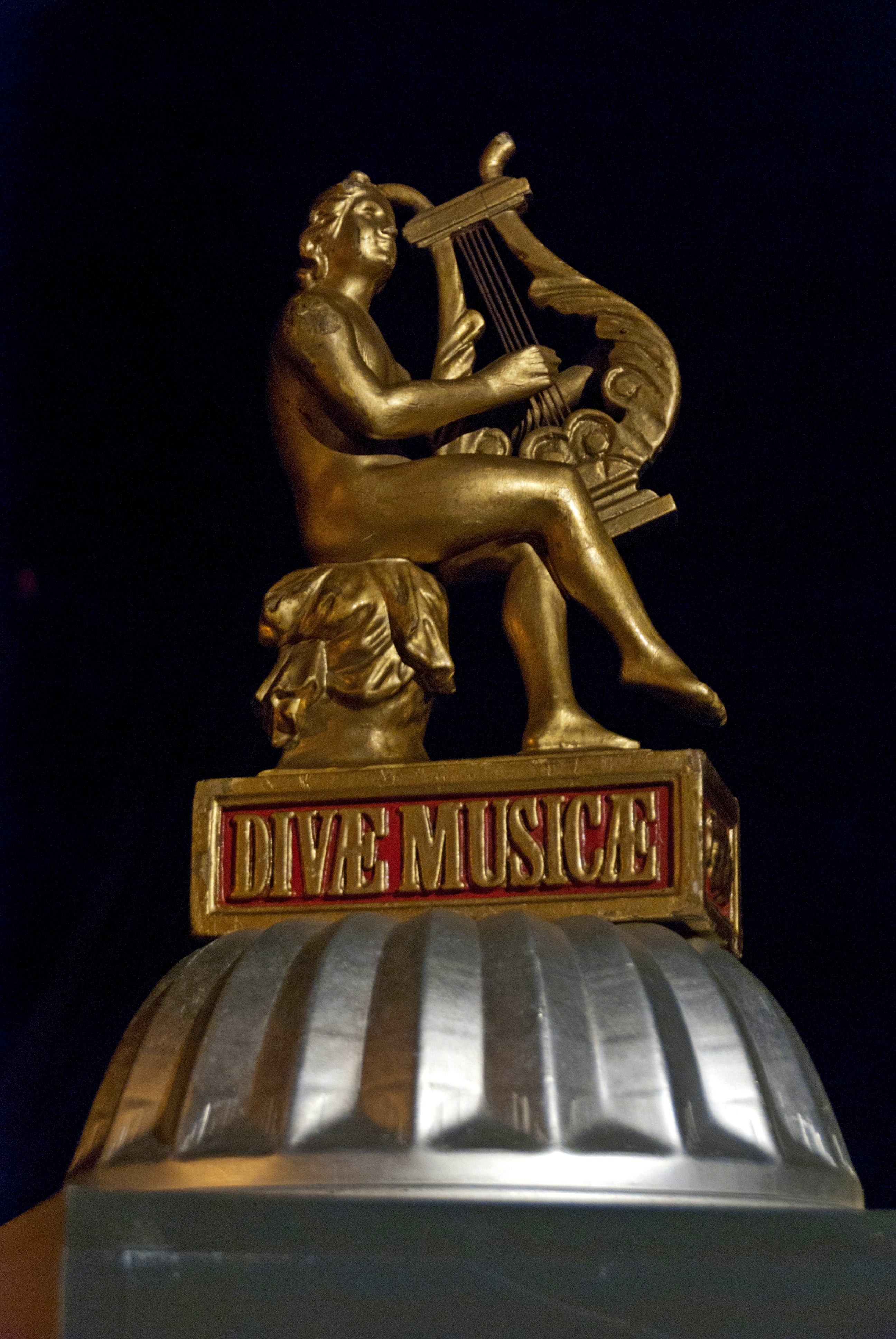
Аполлон — покровитель музики. Сучасна скульптура

У давньогрецькій міфології Парнас був священною горою, одним із головних місць перебування бога Аполлона та його супутниць — дев'яти муз. Таким чином, гора стала символом поезії, музики та мистецтва. У переносному значенні «Парнас» означає спільноту поетів або світ мистецтва загалом.
Біля підніжжя Парнасу знаходилося Дельфійське святилище з оракулом Аполлона, що вважалося центром (омфалом) землі. Тут також било Кастальське джерело, води якого, за віруваннями, дарували поетичне натхнення.
На одному зі схилів гори розташована Корикійська печера, присвячена Пану та місцевим німфам. За міфами, саме на вершині Парнасу знайшов притулок Девкаліон під час всесвітнього потопу.

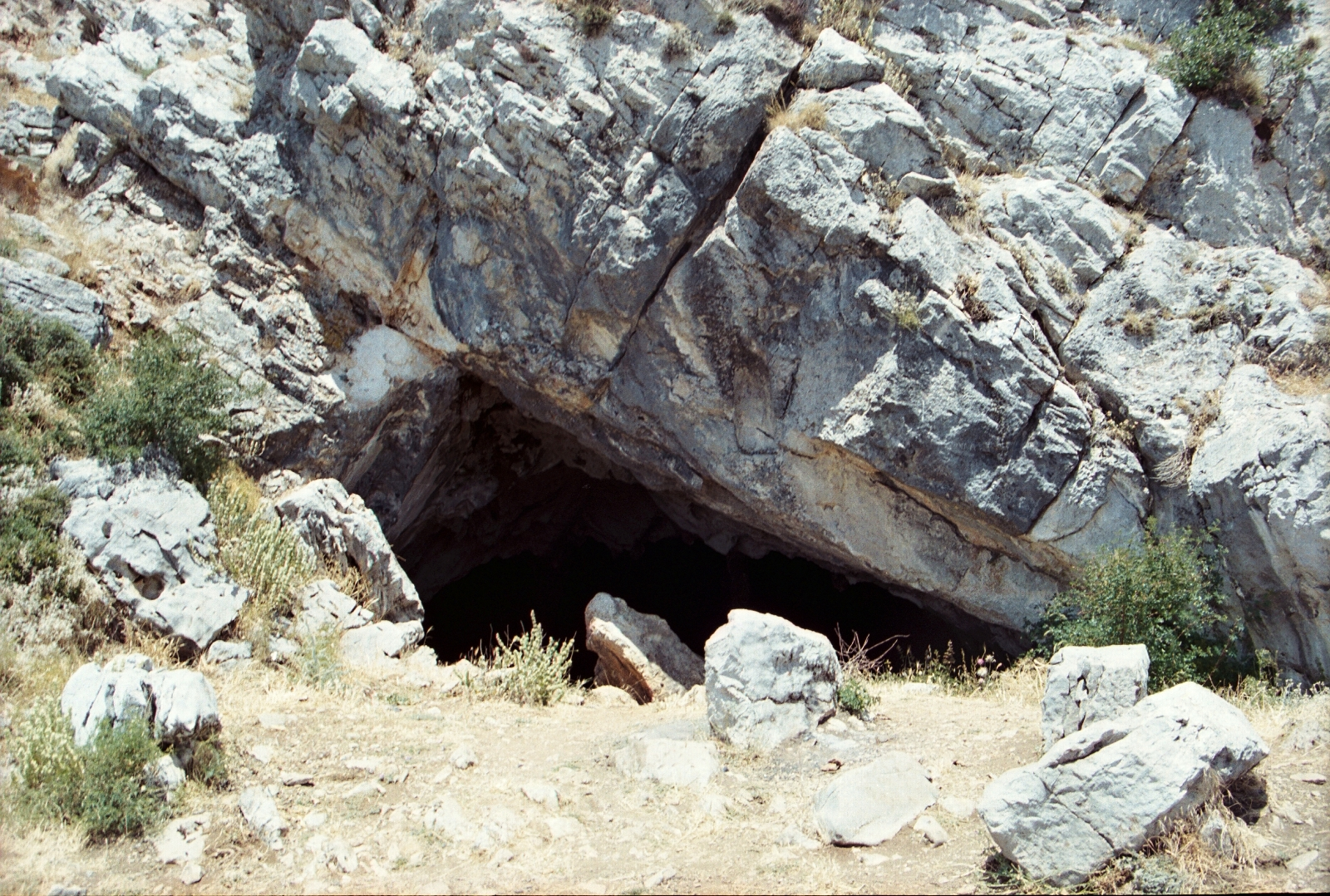
Вхід до Корікійської печери

## Національний парк Парнас
Національний парк Парнас був заснований у 1938 році і є одним із найстаріших у Греції, поряд із парком на горі Олімп. Його площа становить близько 36 000 гектарів.
Парк вирізняється високим біорізноманіттям. Схили гори вкриті густими лісами, де домінуючим видом є кефалінійська ялиця. Також тут ростуть різноманітні види чагарників та диких квітів. Фауна представлена такими видами як лисиці, вовки, дикі кабани, зайці, а також хижими птахами, зокрема грифами-стерв'ятниками.

## Туризм та відпочинок

### Гірськолижний курорт

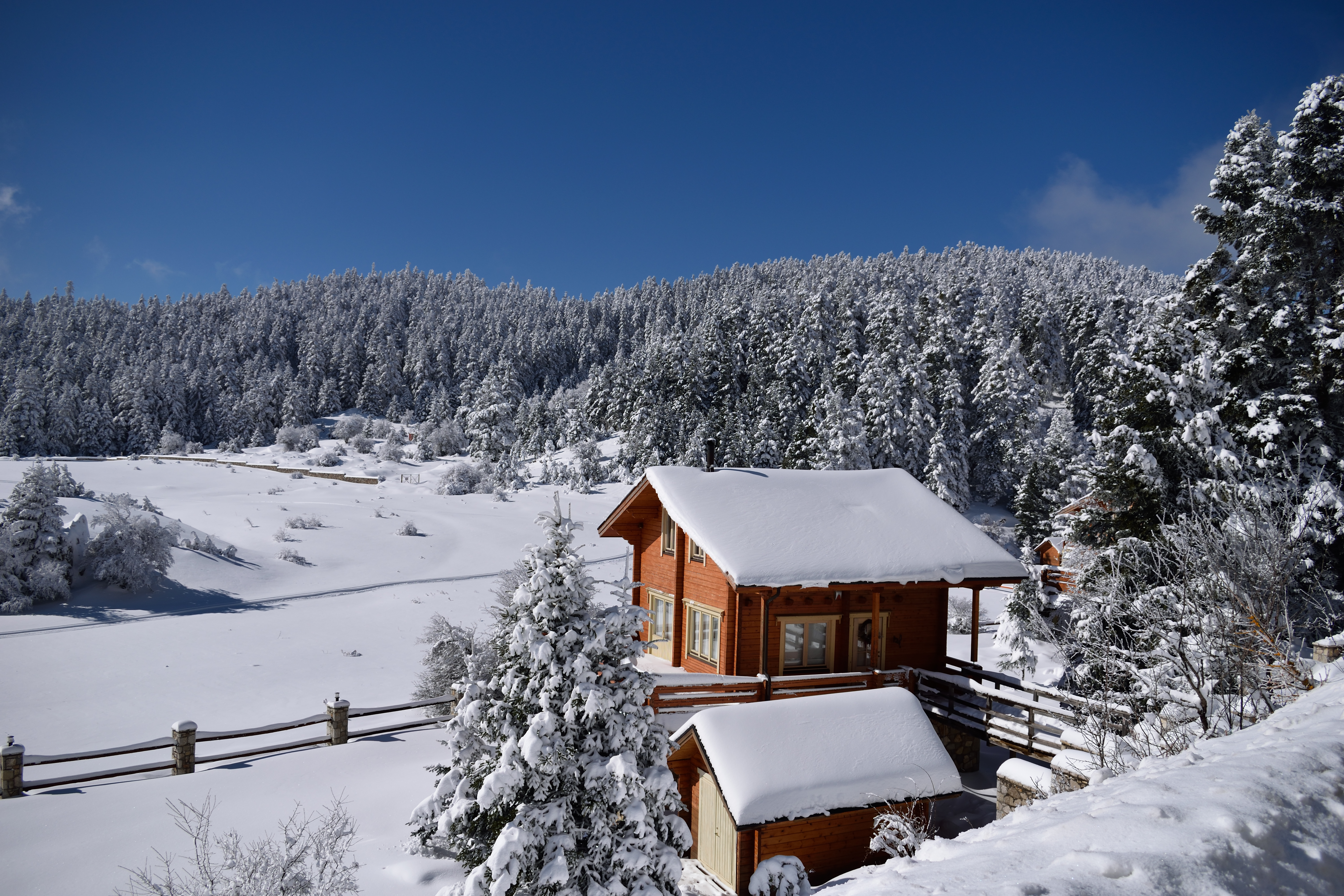
Вид на Гірськолижний курорт Парнас

На схилах Парнасу розташований найбільший та найсучасніший гірськолижний курорт Греції — Parnassos Ski Centre. Його будівництво розпочалося в 1975 році, а перша черга відкрилася у 1976-му.
Курорт складається з двох основних зон катання — Келарія (Kellaria) та Фтеролакка (Fterolakka), розташованих на висотах від 1600 до 2260 метрів. Загальна довжина трас становить близько 36 км, які обслуговують 17 підйомників. Траси розраховані на лижників різного рівня підготовки — від початківців до професіоналів, деякі з них сертифіковані FIS. Курорт є особливо популярним серед мешканців Афін через його близькість до столиці (близько 180 км).

### Пішохідний туризм
Парнас є привабливим напрямком для пішохідного туризму. Через масив проходить частина європейського пішохідного маршруту E4. Існує розгалужена мережа стежок, що ведуть до вершин, печер та мальовничих оглядових точок. Один із популярних маршрутів починається в селі Варгані та веде до печери Німф (Нераїдоспілія). Походи через ялицеві ліси та альпійські луки відкривають вражаючі краєвиди на навколишні території.

## Галерея

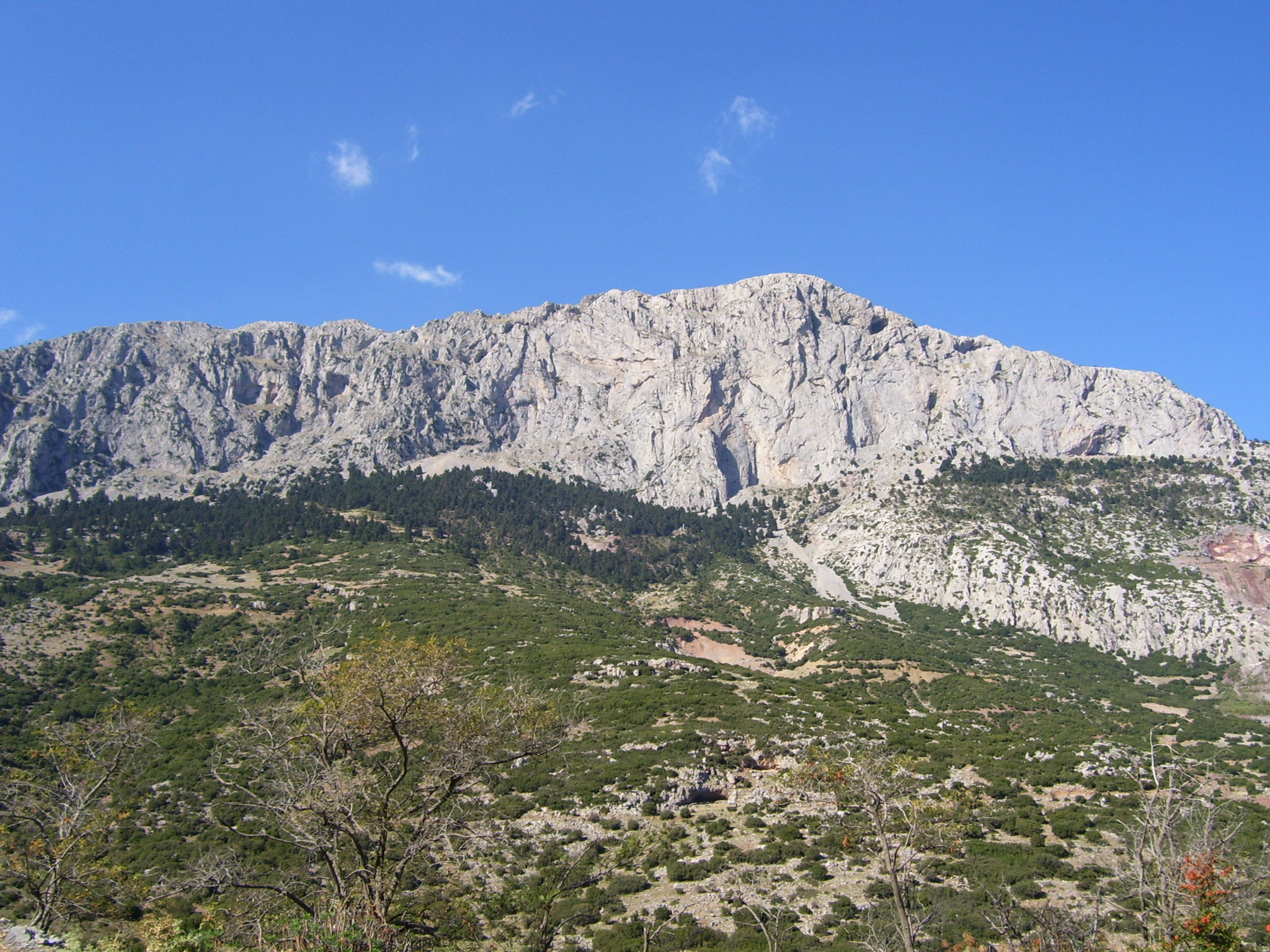
Парнас з Арахови
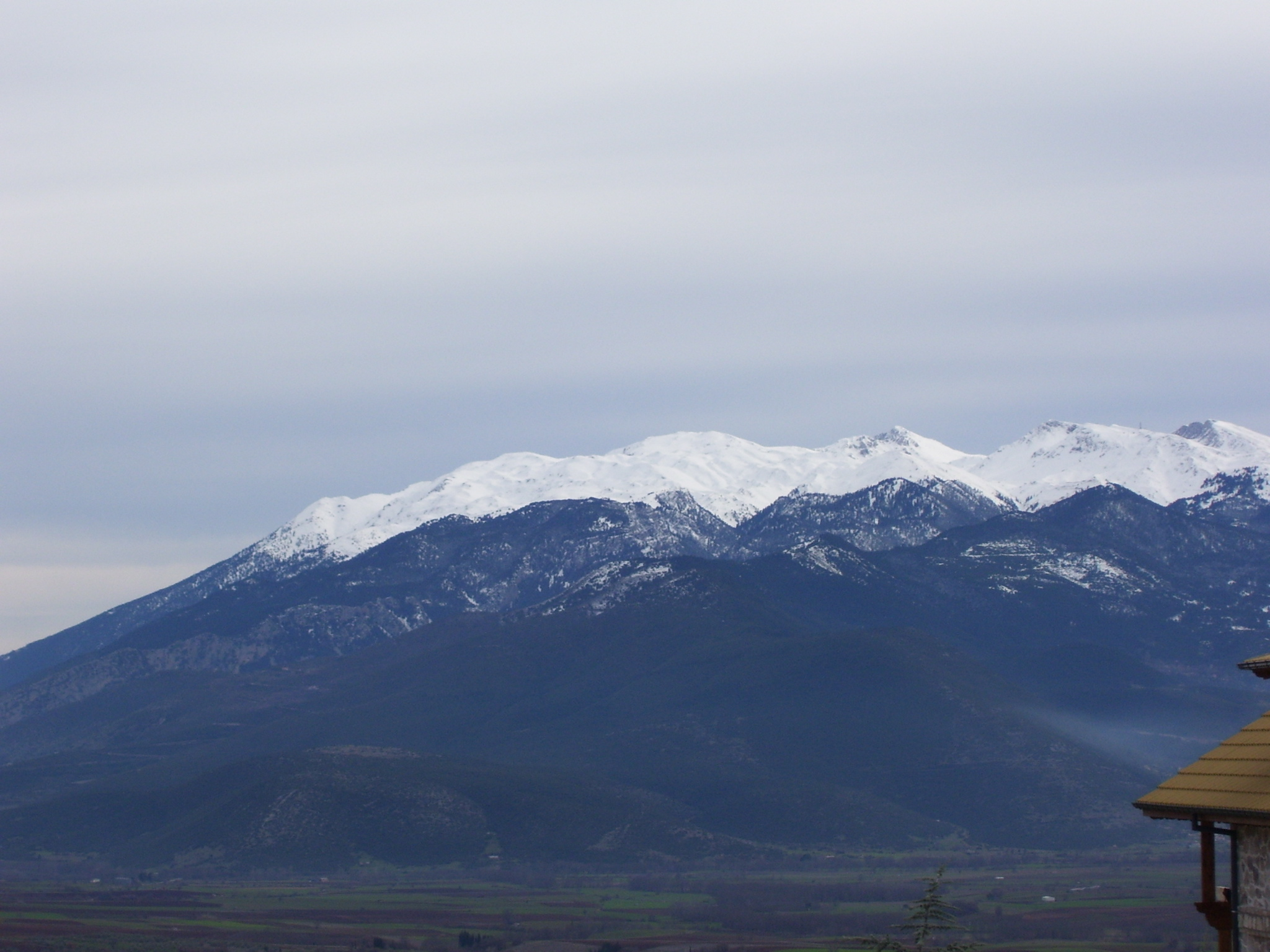
Гора Парнас з Калідромон
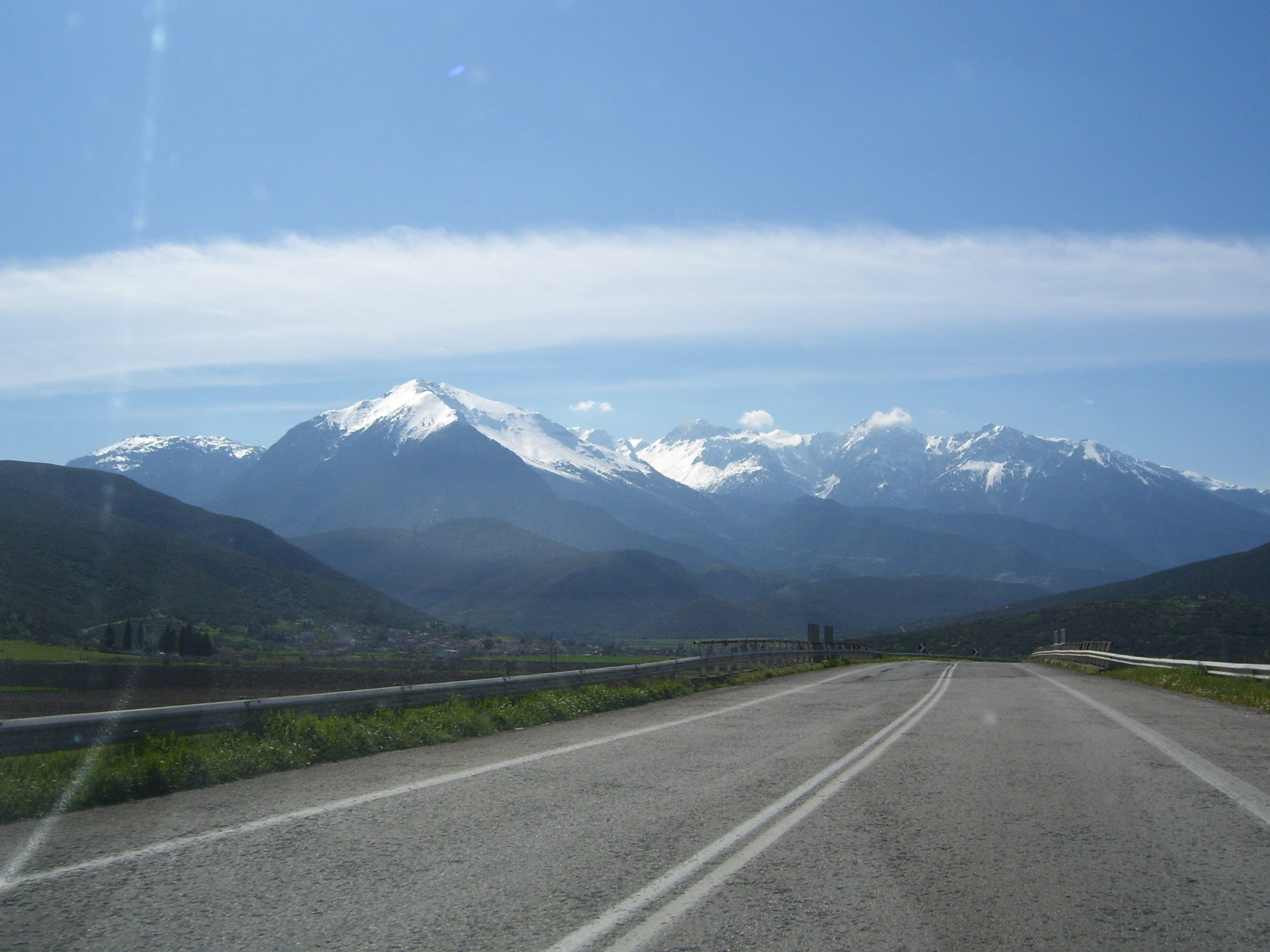
Парнас з Херонеї
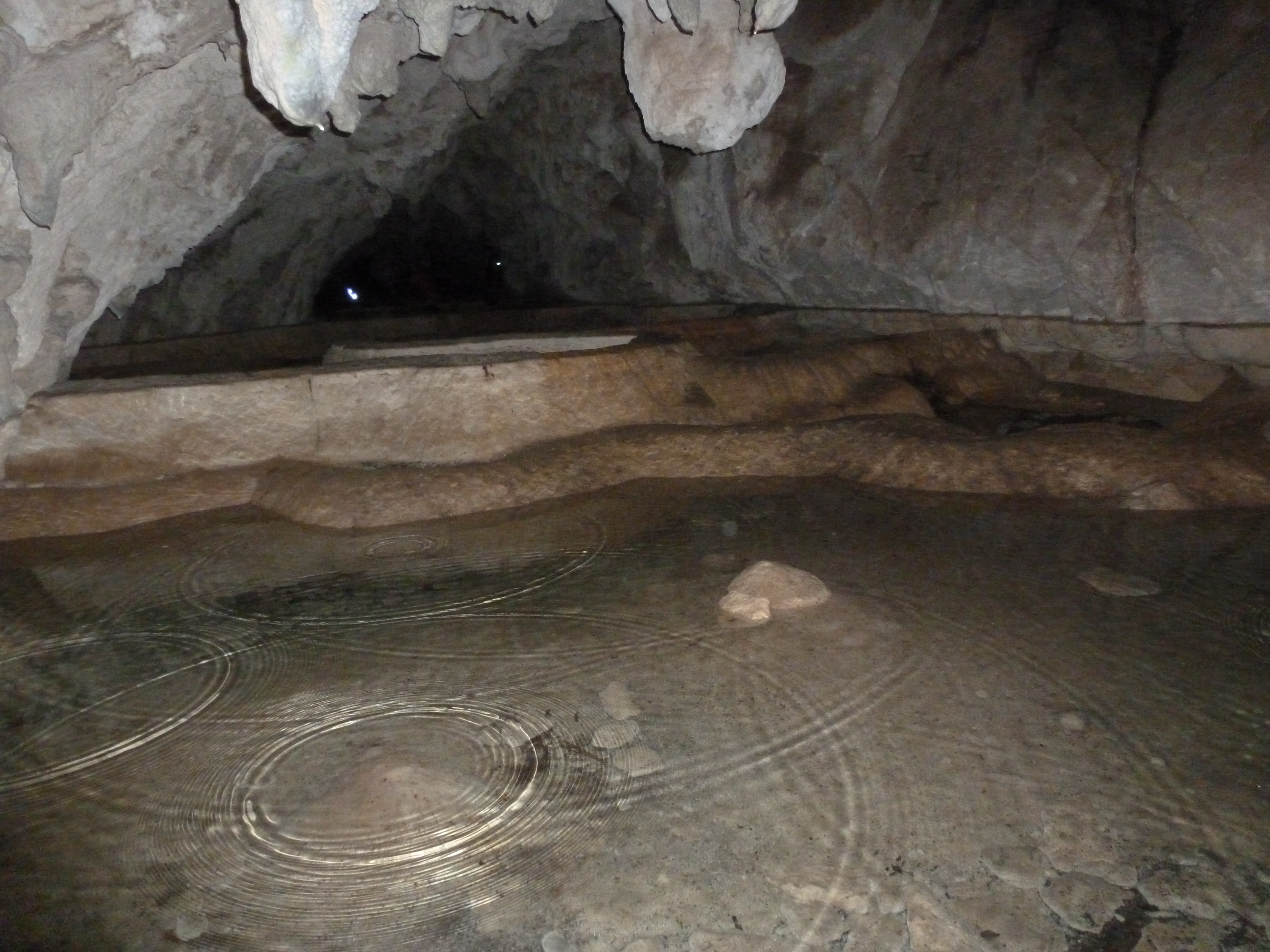
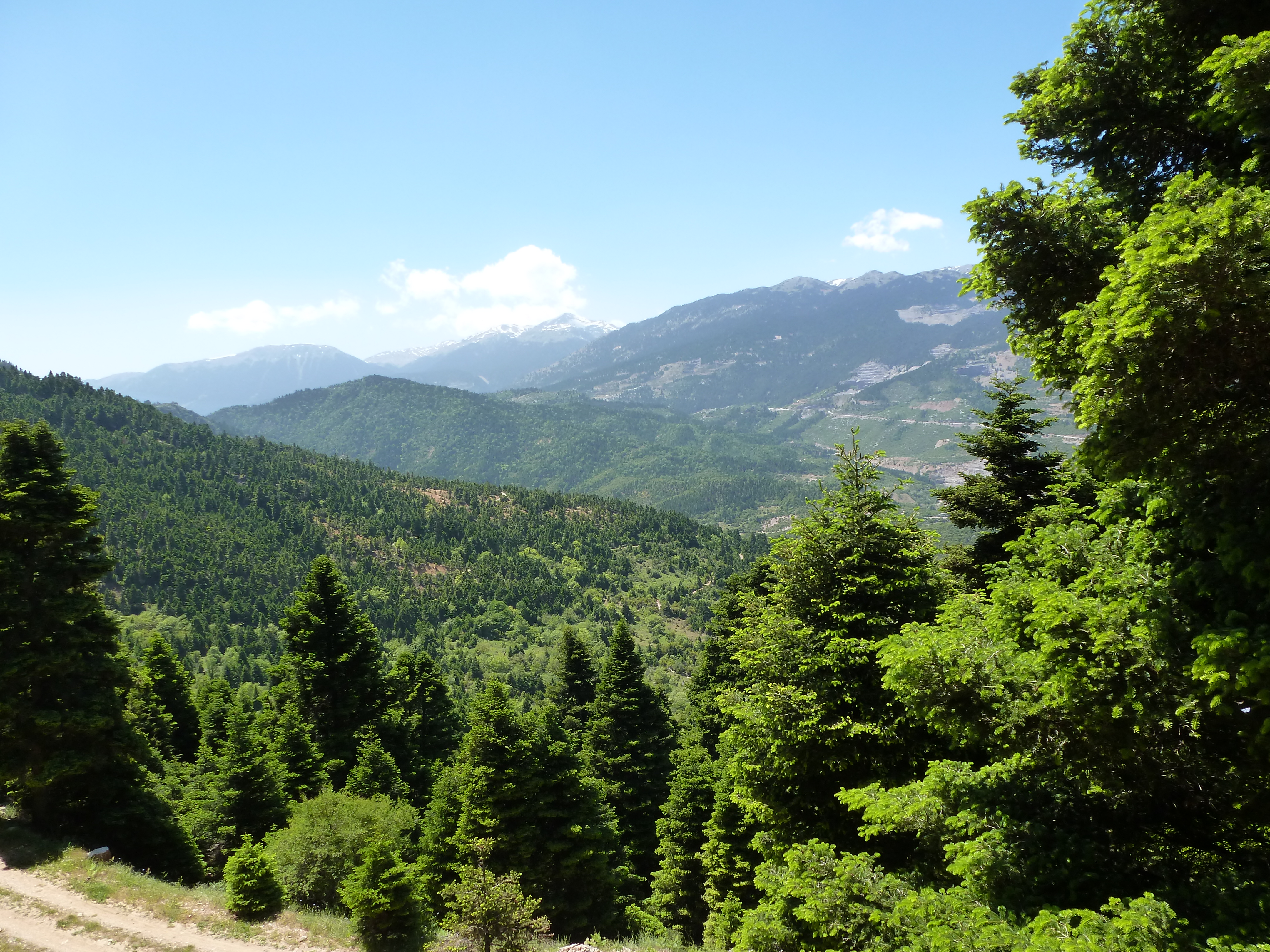
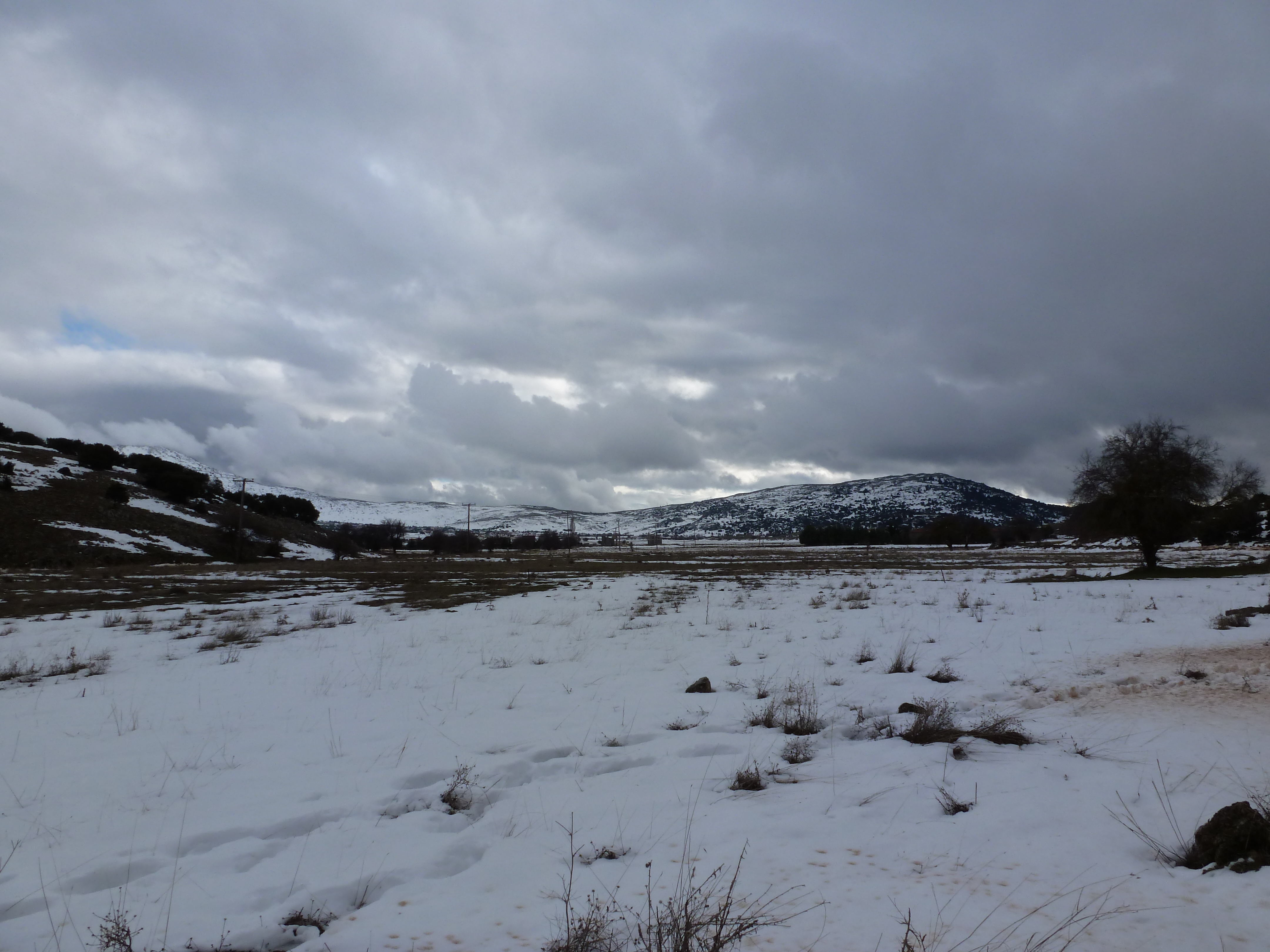
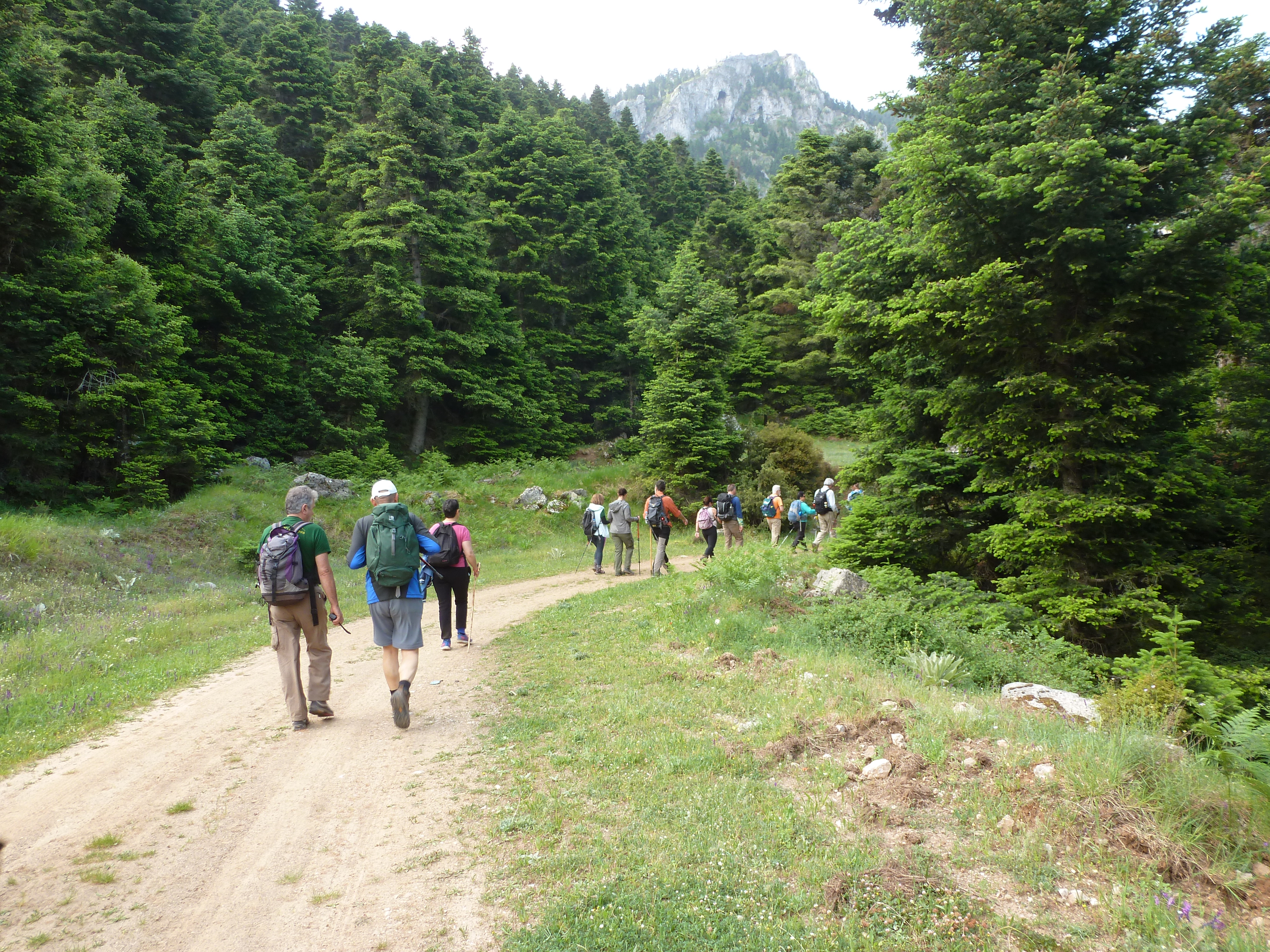
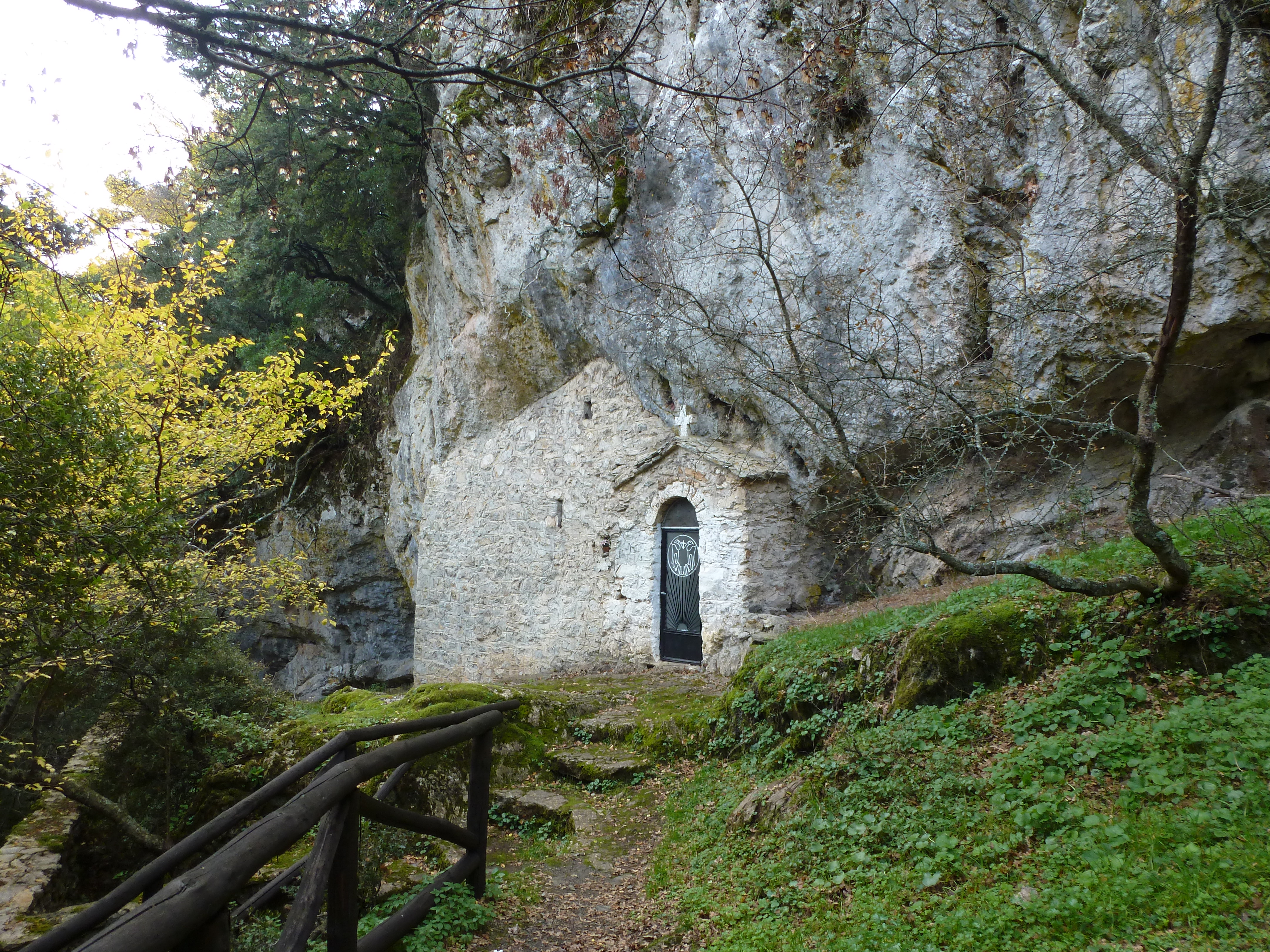
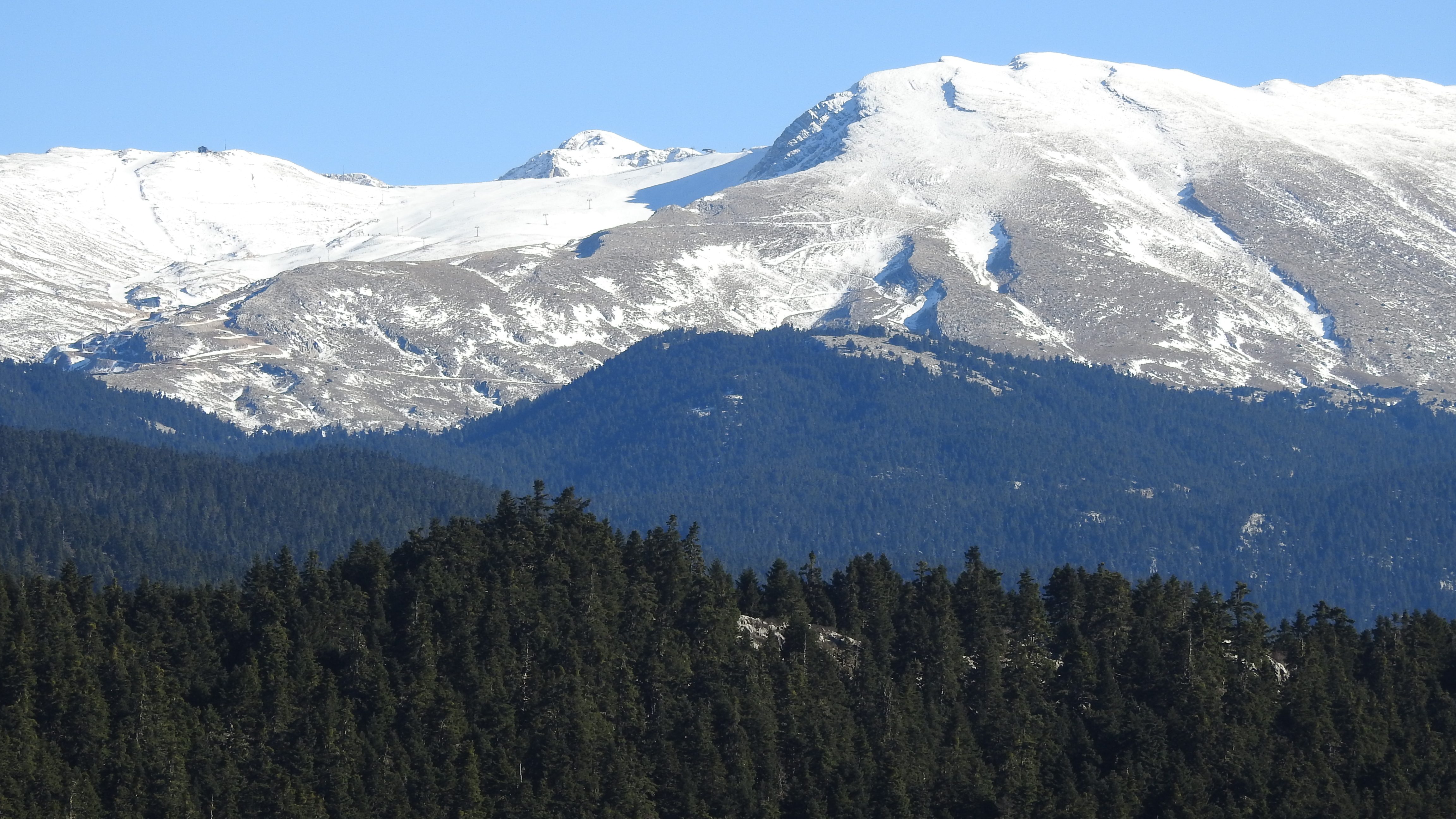
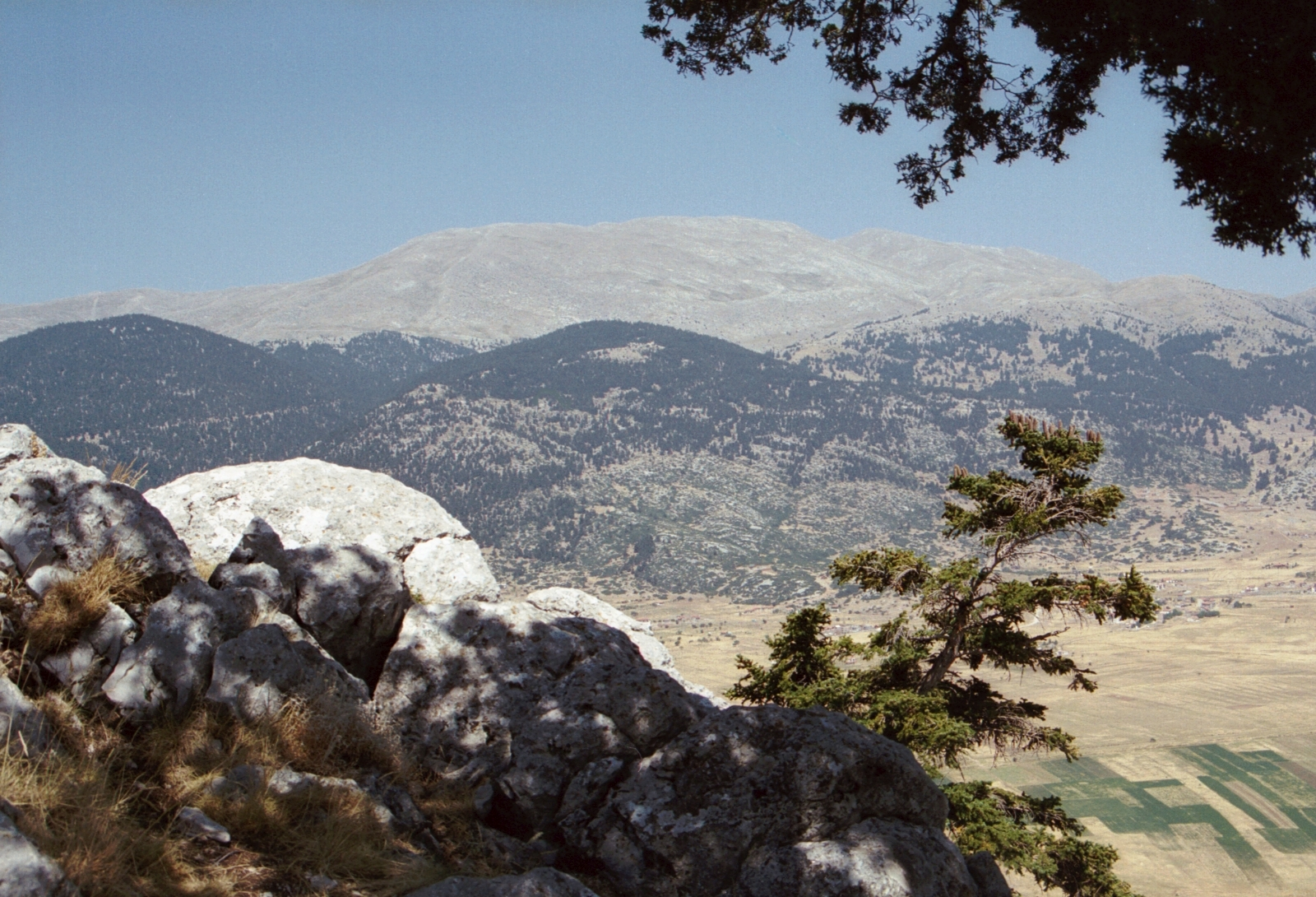
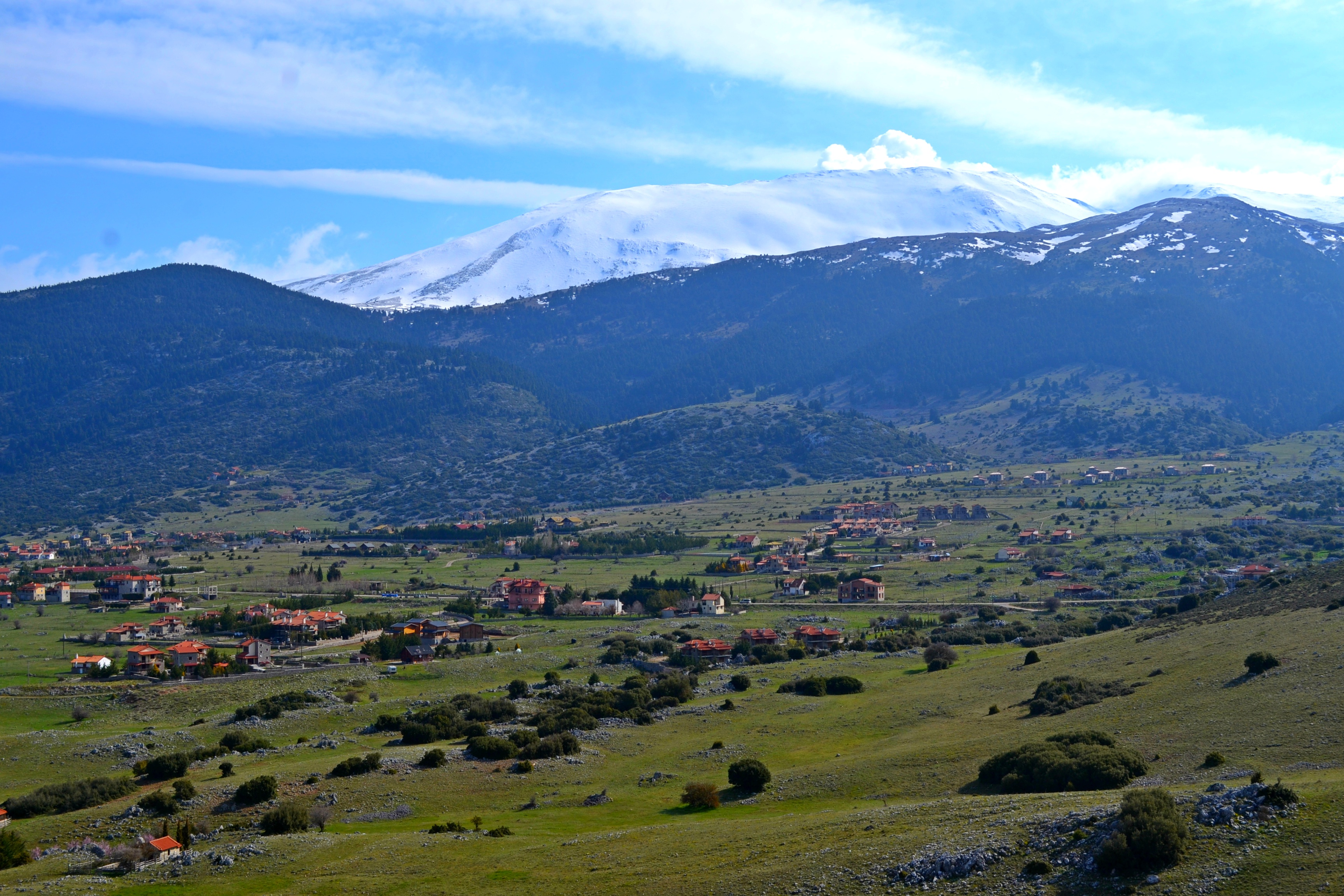
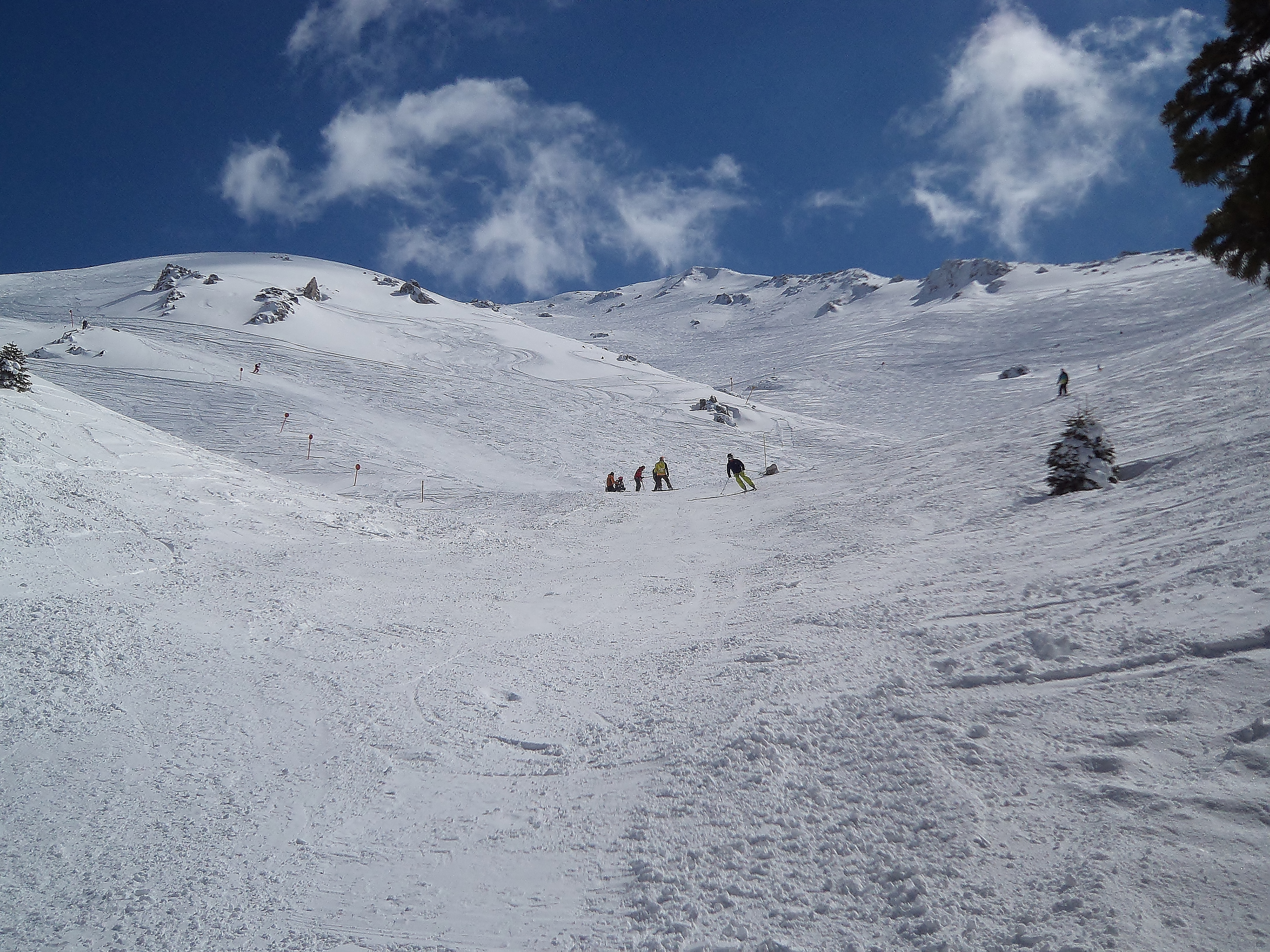
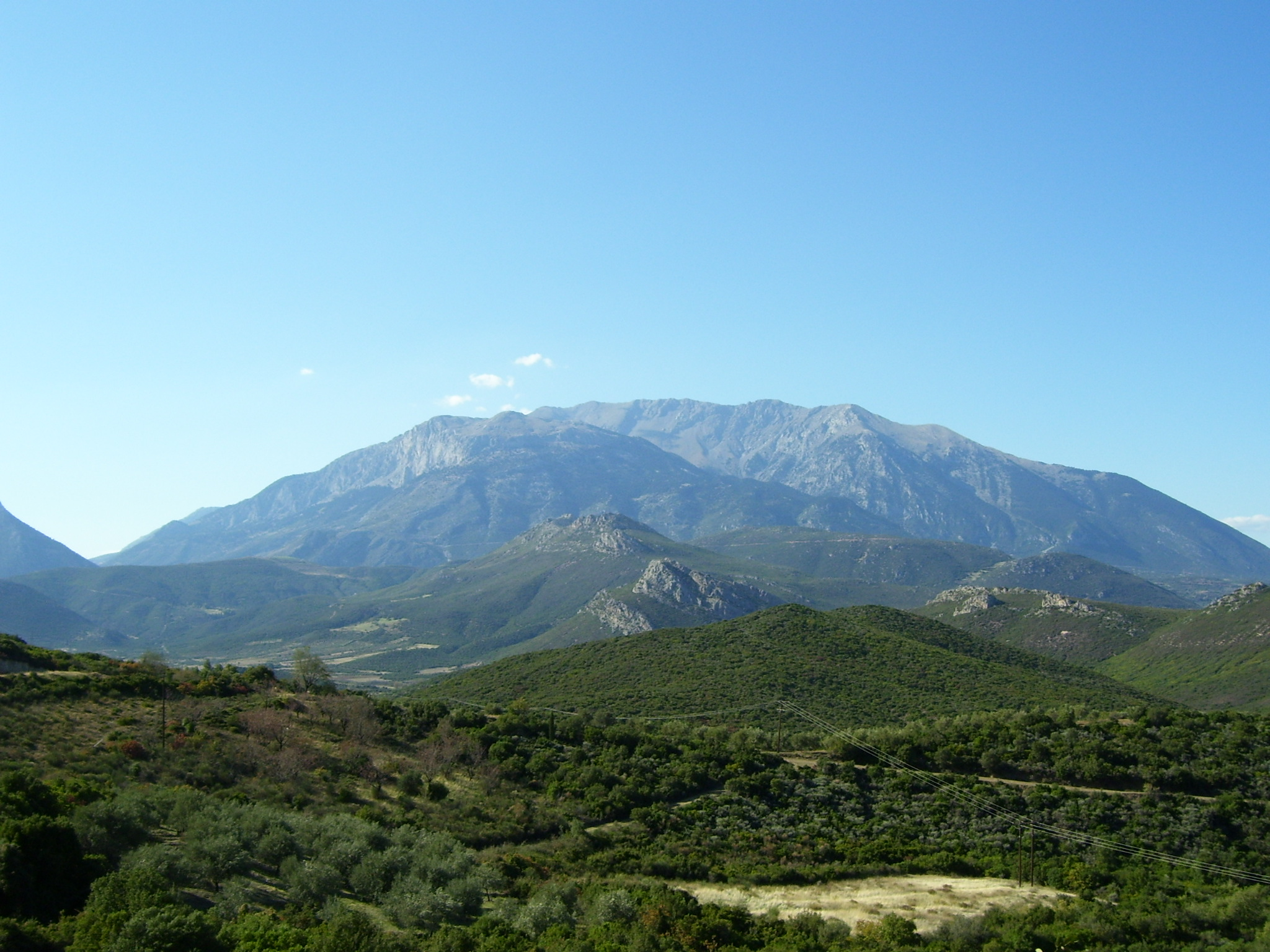
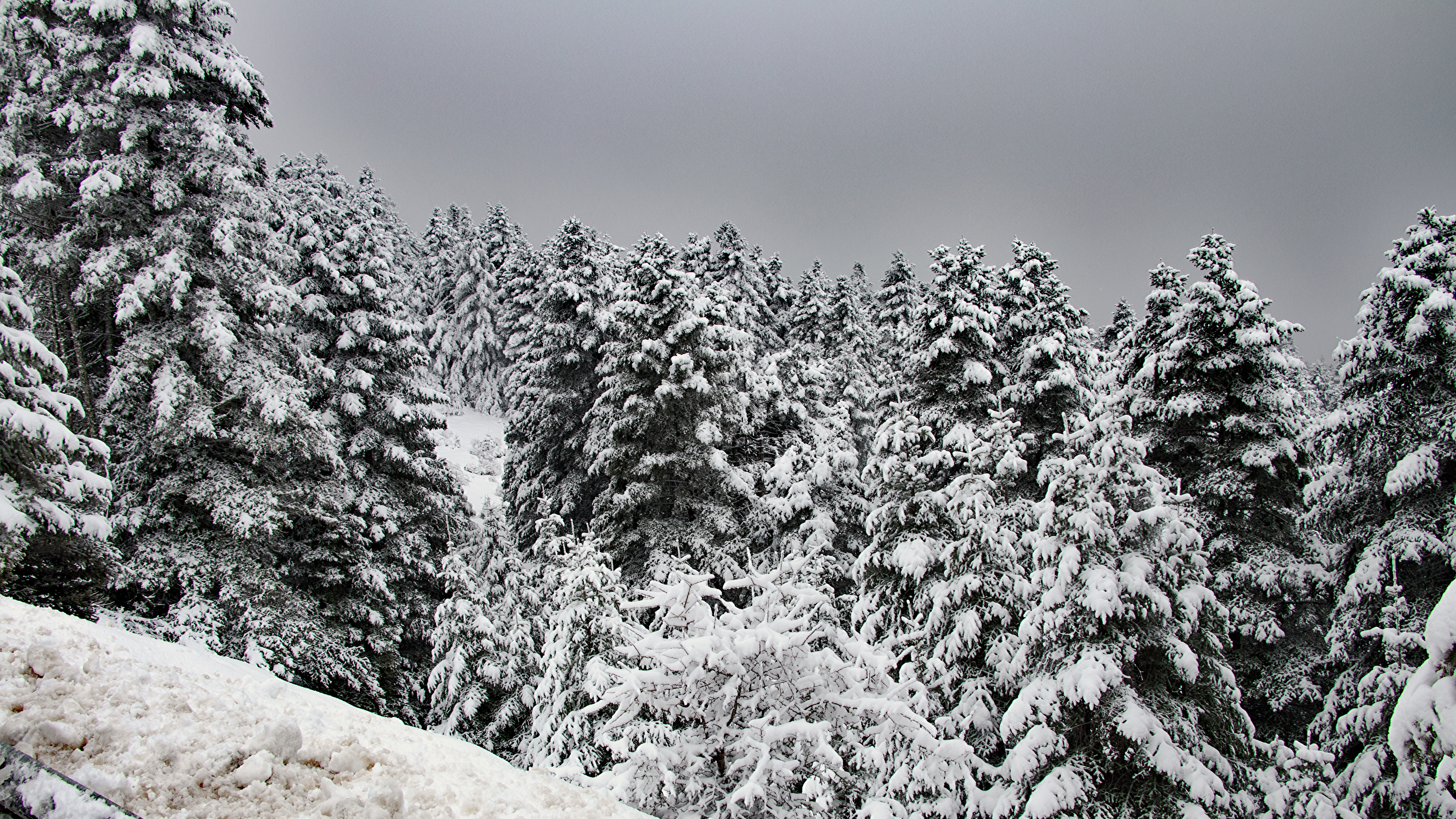
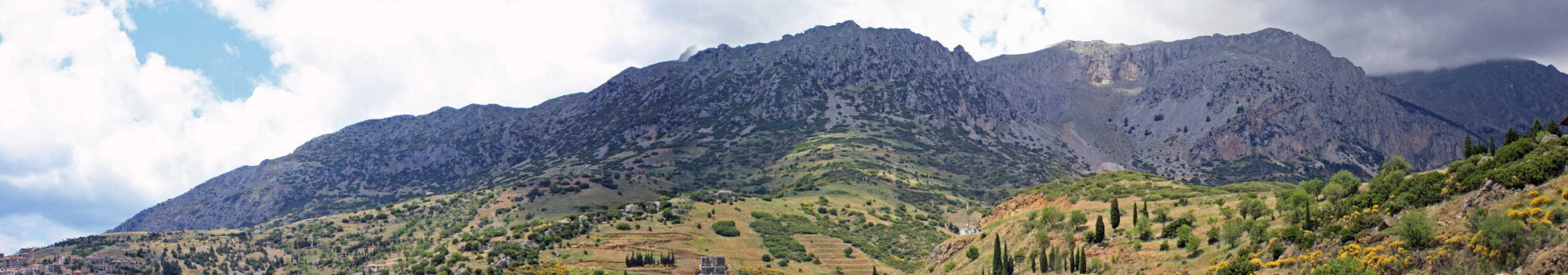